# PZL-105 Pelikan
PZL-105 Pelikan (TS-17) – projekt polskiego samolotu rolniczego, stworzony przez zespół konstruktorów Tadeusza Sołtyka. Projekt pozostał na etapie drewnianego modelu z jednym skrzydłem i prawie ukończonej dokumentacji technicznej.

## Historia
Sukces rolniczych wersji samolotów PZL-101 Gawron i An-2 w pierwszej połowie lat 60. skierował uwagę WSK-Okęcie na możliwość zaprojektowania nowego samolotu przeznaczonego tylko do prac rolniczych. Coraz większe użycie tego typu maszyn w krajowej jak i zagranicznej produkcji rolniczej pozwalało widzieć przyszłość dla tego typu samolotów. W 1963 roku anulowano dalsze prace nad samolotem myśliwskim TS-16 Grot, będąc tymczasowo „bezrobotnym”, Sołtyk zaproponował opracowanie konstrukcji rolniczej mogącej przewozić ok. 1500 kg środków chemicznych. Zespół konstruktora opracował wstępny projekt takiego samolotu oznaczonego jako TS-17 Pelikan. Maszyna przewoziła chemikalia w zbiorniku umieszczonym za kabiną załogi, po wymontowaniu zbiornika maszyna mogła pełnić rolę samolotu wielozadaniowego. Przeprowadzono próby tunelowe na modelu i rozpoczęto kompletowanie dokumentacji technicznej. Projekt otrzymał oficjalną nazwę PZL-105 Pelikan. Wiosną 1965 roku gotowa była drewniana makieta z jednym skrzydłem a do połowy tego samego roku wykonano niemal kompletną dokumentację techniczną nowego samolotu. W wyniku polityki ograniczającej rozwój własnych konstrukcji lotniczych, Instytut Lotnictwa wydał opinię, według której Pelikan nie przewyższał swoimi osiągami samolotu An-2. W lecie 1965 roku na polecenie Zjednoczenia Przemysłu Lotniczego WSK-Okęcie poleciło przerwanie dalszych prac.

## Konstrukcja
Układ konstrukcyjny samolotu zbliżony był do rozwiązań zastosowanych w PZL-101 Gawron. Pelikan był dwumiejscowym, zastrzałowym górnopłatem z półskorupowym kadłubem, wykonanym z duraluminium. Prosty płat ze slotem i dwuszczelinowymi klapami. Jako napędu zamierzano uzyć śmigłowcowego silnika Lit-3. Podwozie stałe z kółkiem ogonowym na końcu kadłuba. Usterzenie pionowe miało zostać zamontowane na obu krańcach statecznika poziomego.